# 청주 명암동 출토 ‘단산오옥’명 고려 먹
청주 명암동 출토 ‘단산오옥’명 고려 먹(淸州 明岩洞 出土 ‘丹山烏玉’銘 高麗 墨)은 충청북도 청주시 국립청주박물관에 있는, 고려시대 목관묘에서 출토된 현존(現存)하는 가장 오래된 고려 먹이다. 2015년 10월 23일 대한민국의 보물 제1880호로 지정되었다.

## 개요
“청주 명암동 출토 ‘단산오옥’명 고려 먹”은 1998년 청주시 동부우회도로 건설공사 구간 내에 속한 명암동 1지구에서 발굴된 고려시대 목관묘에서 출토된 현존(現存)하는 가장 오래된 고려 먹이다.
출토 당시 이 먹은 피장자 머리맡 부근 철제가위 위에 두 토막이 난 채 놓여 있었는데, “단산오(丹山烏)”라는 글자가 종서(縱書)되어 있는 면이 위쪽으로 놓여 있었다고 한다. ‘烏’자 밑에 ‘一’자 획이 보이는데, 이는 ‘玉’의 첫 획으로 먹을 갈아 사용하면서 닳고 남게 된 획으로 추정된다.
‘단산(丹山)’은 1018년(고려 현종 9)부터 1318년(고려 충숙왕 5)에 단양군(丹陽郡)으로 승격될 때까지 사용된 단양의 옛 명칭이며, ‘오옥(烏玉)’은 먹의 별칭인 ‘오옥결(烏玉玦)’의 약칭으로, ‘단산오옥(丹山烏玉)’은 ‘단양 먹(丹陽 墨)’이라는 뜻임을 알 수 있다.
이는 ｢세종실록(世宗實錄)｣이나 ｢동국여지승람(東國輿地勝覽)｣ 등에서 “단양군(丹陽郡)은 본래 고구려의 적산현(赤山縣)인데 신라 때에 그대로 따라 내제군(柰堤郡)의 영현(領縣)으로 삼았으며, 고려 때 단산현(丹山縣)으로 고치었다 … 토산(土産)은 산개(山芥)·송이(松茸)·신감초(辛甘草)·먹(墨)<가장 좋은 墨을 ‘丹山烏玉’이라 한다> 등이다”고 기록하고 있는 데에서도 잘 알 수 있다.
한국에서는 삼국시대에 이미 먹을 사용하고 있었다. 도종의(陶宗儀)의 『철경록(輟耕錄)』에 의하면, 고구려가 송연묵을 당에 세공으로 바쳤다는 기록이 있다. 또 원나라 육우(陸友)가 지은『묵사(墨史)』에는 “고려가 공납한 먹 중에 맹주(猛州)의 것이 상이고 순주(順州)의 것이 그 다음이다.”라고 기록되어 있다.
이상의 기록을 통해 볼 때 맹주, 순천, 단양이 한국의 주요 먹 생산지였으며, 단산오옥의 명성은 조선시대까지 유지되었음을 알 수 있다. “청주 명암동 출토 ‘단산오옥’명 고려 먹”은 이러한 고려 먹의 구체적인 양상을 보여 주고, 전통 먹의 연구에 귀중하게 활용될 수 있는 문화재라는 점에서 매우 중요한 가치를 지니고 있다고 할 수 있다.

## 같이 보기
- 먹

## 참고 자료
- 청주 명암동 출토 ‘단산오옥’명 고려 먹 - 국가유산청 국가유산포털